# Бачиново
Бачиново е бивше село в Югозападна България. Селото е било разположено на около 5 km от Благоевград и днес е парк.

## История
В навечерието на Руско-турската война в 1877 – 1878 година Бачиново е чифлик с 11 български къщи. След войната българското население изкупува земята от чифликчията.
В 1891 година Георги Стрезов дава описание на чифлика Бачиново:
| „ | Бачиново, чифлик 1 час далеч; почва плодордна; 15 къщи, българе. | “ |

Според Васил Кънчов в 1900 година Бачиново има 445 жители, от които 370 българи християни и 75 българи мохамедани. След Балканската война в 1912 година и присъединяването на селото към България, жителите му постепенно се изселват в Горна Джумая.